# Meriones tamariscinus
Meriones tamariscinus es una especie de roedor de la familia Muridae.

## Distribución geográfica
Se encuentra en China, Kazajistán, Kirguistán, Rusia, Turkmenistán, y  Uzbekistán.